# 漆琪生
漆琪生（1904年—1986年），原名相衡，号伯勋，笔名齐荪，男，四川江津人，中国经济学家、经济教育家，曾任中国民主建国会中央委员会常务委员。